# Kempner
Kempner é uma cidade localizada no estado norte-americano de Texas, no Condado de Lampasas.

## Demografia
Segundo o censo norte-americano de 2000, a sua população era de 1004 habitantes.
Em 2006, foi estimada uma população de 1165, um aumento de 161 (16.0%).

## Geografia
De acordo com o United States Census Bureau tem uma área de
5,8 km², dos quais 5,8 km² cobertos por terra e 0,0 km² cobertos por água. Kempner localiza-se a aproximadamente 268 m acima do nível do mar.

## Localidades na vizinhança
O diagrama seguinte representa as localidades num raio de 32 km ao redor de Kempner.